# Comité olympique du Qatar
Le Comité olympique du Qatar est l'organisme sportif du Qatar qui sert de comité national olympique depuis sa fondation en 1979. Il a été reconnu par le CIO en 1980.
Son président est Tamim bin Hamad. Sa directrice de communication est Asma Al Thani .